# Sanctuaire de la faune sauvage de Talakaveri
Le sanctuaire de la faune sauvage de Talakaveri est l'un des vingt-et-un sanctuaires consacrés à la faune sauvage situés dans l'État indien de Karnataka.

## Description
Le sanctuaire de Talakaveri a été fondé en 1987 et couvre une superficie de 105 km2.